# Kampfgeschwader 1
Kampfgeschwader 1 "Hindenburg" foi uma unidade aérea da Luftwaffe que atuou durante a Segunda Guerra Mundial.

## Geschwaderkommodoren
| Comandante                      | Data                                         |
| ------------------------------- | -------------------------------------------- |
| Oberstleutnant Ulrich Kessler   | 1 de maio de 1939 - 17 de dezembro de 1939   |
| Oberstleutnantt Ernst Exss      | 19 de dezembro de 1939 - 12 de julho de 1940 |
| Oberst Josef Kammhuber          | 12 de julho de 1940 - 18 de julho de 1940    |
| Generalmajor Karl Angerstein    | 18 de julho de 1940 - 1 de março de 1942     |
| Major Herbert Loch              | março de 1942 - junho de 1942                |
| Oberstleutnant Peter Schemmell  | junho de 1942 - 14 de agosto de 1942         |
| Major Hans Keppler              | 15 de agosto de 1942 - 3 de setembro de 1942 |
| Major Heinrich Lau              | setembro de 1942 - 15 de março de 1943       |
| Oberstleutnant Horst von Riesen | 17 de março de 1943 - agosto de 1944         |

## Stab
Foi formado no dia 1 de maio de 1939 em Kolberg a partir do Stab/Kampfgeschwader 152. Existiu um Stabsstaffel entre agosto de 1939 - agosto de 1940.
No dia 25 de agosto de 1944 foi redesignado Stab/JG7.

## I. Gruppe

### Gruppenkommandeure
| Obstlt Dipl.Ing. Robert Krauss | 1 de maio de 1939 - 1 de novembro de 1939       |
| Maj Dipl.Ing. Ludwig Maier     | 4 de novembro de 1939 - 5 de setembro de 1940   |
| Obstlt Hermann Crone           | 13 de setembro de 1940 - 20 de dezembro de 1940 |
| Maj Walther Herbold            | 20 de dezembro de 1940 - 24 de março de 1941    |
| Obstlt Hellmut Schalke         | 8 de junho de 1942 - 8 de julho de 1942         |
| Obstlt Werner Dahlke           | julho de 1942 - 26 de junho de 1943             |
| Maj Günther Hoffmann-Loerzer   | 26 de junho de 1943 - 17 de fevereiro de 1944   |
| Maj Manfred von Cossart        | 17 de fevereiro de 1944 - julho de 1944         |

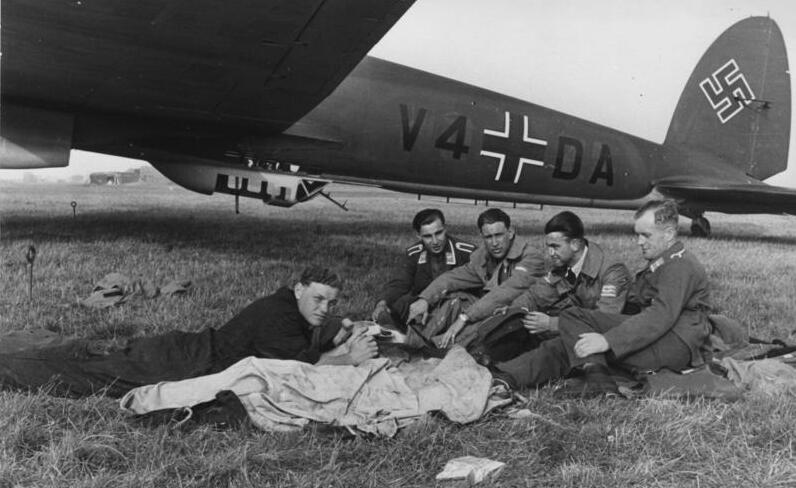
Heinkel He 111 da Kampfgeschwader 1.

Foi formado no dia 1 de maio de 1939 em Kolberg a partir do IV./Kampfgeschwader 152 com:
- Stab I./KG1 a partir do Stab IV./KG152
- 1./KG1 a partir do 10./KG152
- 2./KG1 a partir do 11./KG152
- 3./KG1 a partir do 12./KG152

No dia 24 de março de 1941 foi redesignado III./Kampfgeschwader 40:
- Stab I./KG1 se tornou Stab III./KG40
- 1./KG1 se tornou 7./KG40
- 2./KG1 se tornou 8./KG40
- 3./KG1 se tornou 9./KG40

Foi reformado no dia 8 de junho de 1942 em Rennes a partir do III./Kampfgeschwader 26 com:
- Stab I./KG1 a partir do Stab III./KG26
- 1./KG1 a partir do 8./KG26
- 2./KG1 a partir do 9./KG26
- 3./KG1 novo

Foi dispensado no mês de julho de 1944.

## II. Gruppe

### Gruppenkommandeure
| Maj Benno Koch               | 18 de setembro de 1939 - 1941               |
| Hptm Otto Stams              | 1941 - 27 de junho de 1941                  |
| Hptm Emil Enderle            | junho de 1941 - 3 de novembro de 1941       |
| Hptm Karl-Heinz Lüdicke      | novembro de 1941 -?                         |
| Hptm Heinz Laube             | ? - 8 de dezembro de 1942                   |
| Maj Herbert Lorch (interino) | dezembro de 1942 - janeiro de 1943          |
| Maj Horst von Riesen         | janeiro de 1943 - 17 de março de 1943       |
| Hptm Günther Dörffel         | 1 de abril de 1943 - 1 de julho de 1943     |
| Hptm Klaus Mohr              | 1 de julho de 1943 - 24 de setembro de 1943 |
| Hptm Martin Rohrdantz        | setembro de 1943 - 25 de agosto de 1944     |

Foi formado no dia 18 de setembro de 1939 em Pinnow-Plathe a partir do I./LG3 com:
- Stab II./KG1 a partir do Stab I./LG3
- 4./KG1 a partir do 1./LG3
- 5./KG1 a partir do 2./LG3
- 6./KG1 a partir do 3./LG3

No dia 25 de agosto de 1944 foi redesignado I./JG 7:
- Stab II./KG1 se tornou Stab I./JG7
- 4./KG1 foi dispensado
- 5./KG1 se tornou 1./JG7
- 6./KG1 se tornou 2./JG7

## III. Gruppe

### Gruppenkommandeure
| Major Otto Schnelle     | 15 de dezembro de 1939 - 22 de junho de 1940 |
| Major Willibald Fanelsa | 22 de junho de 1940 - 27 de agosto de 1940   |
| Hptm Heinz Fischer      | 10 de setembro de 1940 - 11 de abril de 1941 |
| Major Lehwess-Litzmann  | abril de 1941 -?                             |
| Hptm Hans Keppler       | ? - 15 de agosto de 1942                     |
| Hptm Werner Kanther     | agosto de 1942 - 24 de março de 1944         |
| Hptm Kurt Maier(?)      | maio de 1944 - agosto de 1944                |

Foi formado no dia 15 de dezembro de 1939 em Burg-Magdeburg com:
- Stab III./KG1 novo
- 7./KG1 novo
- 8./KG1 novo
- 9./KG1 novo

No mês de agosto de 1943 a maior parte do Gruppe foi enviada para Flensburg, permanecendo somente o 9./KG1 na Rússia.
O 9./KG1 foi redesignado 14.(Eis)/KG3 no dia 1 de fevereiro de 1944.
O III./KG1 foi dispensado no dia 24 de março de 1944.
Fi reformado no mês de junho de 1944 em Wittmundhafen a partir do I./Kampfgeschwader 100 com:
- Stab III./KG1 from Stab I./KG100
- 7./KG1 from 1./KG100
- 8./KG1 from 2./KG100
- 9./KG1 from 3./KG100

No dia 25 de agosto de 1944 foi redesignado II./JG 7:
- Stab III./KG1 se tornou Stab II./JG7
- 7./KG1 se tornou 3./JG7
- 8./KG1 se tornou 4./JG7
- 9./KG1 se tornou 5./JG7

## IV. Gruppe

### Gruppenkommandeure
| Hptm Herbert Lorch            | 16 de agosto de 1940 - 5 de maio de 1941        |
| Maj Werner Dahlke             | 6 de maio de 1941 - 20 de julho de 1942         |
| Hptm Günther Hoffmann-Loerzer | 1 de agosto de 1942 - 23 de novembro de 1942    |
| Maj Manfred von Cossart       | 24 de novembro de 1942 - 4 de fevereiro de 1944 |
| Maj Siegfried von Cramm       | 5 de fevereiro de 1944 - 31 de agosto de 1944   |

Foi formado no dia 16 de agosto de 1940 em Münster-Handorf como sendo Erg.Staffel/KG1. No dia 10 de abril de 1941 foi adicionado como Gruppe contando com:
- Stab IV./KG1 novo
- 10./KG1 a partir do Stabsstaffel/KG1
- 11./KG1 a partir do Erg.Staffel/KG1
- 12./KG1 a partir do?./Erg.KGr.5

O 13./KG1 foi formado no dia 6 de dezembro de 1942 em Schaulen.
Foi dispensado no mês de agosto de 1944 com o 10./KG1 sendo absorvido pelo 1./Erg.KGr.177.